# Strahinja Pavlović
Strahinja Pavlović (srbskou cyrilicí: Страхиња Павловић; 24. květen 2001, Šabac, Srbsko) je srbský fotbalový obránce, který od léta 2024 hraje za italský Milán a také hraje za srbský národní tým.

## Přestupy
- z Partizan do Monako za 10 000 000 Euro
- z Monako do Salcburk za 7 000 000 Euro
- z Salcburk do Milán za 18 000 000 Euro

## Kariéra

### Klubová

#### Partizan
Pavlović se narodil v Šabaci a začínal v místním klubu Savacium. Do mládežnického týmu Partizanu se oficiálně zapojil v létě 2015. V září 2018 podepsal Pavlović svou první profesionální smlouvu s klubem, klubu se upsal na tři roky. Do prvního týmu ho zařadil trenér Zoran Mirković před zimní přípravou na druhou polovinu sezony.
Dne 23. února 2019 Pavlović debutoval v prvním týmu při domácím ligovém vítězství 3:0 nad Proleterem Novi Sad, odehrál celých 90 minut a obdržel žlutou kartu. O týden později, 2. března téhož roku, hrál Pavlović své první derby proti klubu FK Crvena zvezda, v době zápasu byl jeho věk 17 let a 282 dní. Stejně jako v zápase předchozího kola dostal i v tomto střetnutí žlutou kartu. Rychle se etabloval v základní sestavě týmu, nasbíral 15 oficiálních startů a pomohl Partizanu vyhrát Srbský pohár 2018/19.
Na začátku sezóny 2019/20 Pavlović nastupoval jako pravidelný hráč prvního týmu, na pozici středního obránce nastupoval se zkušeným Bojanem Ostojićem. Údajně byl blízko podpisu s italským klubem SS Lazio na konci letního přestupového okna. Jednání však ztroskotala a Pavlović podepsal novou pětiletou smlouvu s Partizanem. Svůj první gól v kariéře vstřelil 6. října při kontroverzní domácí ligové prohře 2:1 s Voždovacem.

#### Monako a hostování
Dne 18. prosince 2019 bylo oficiálně oznámeno, že Partizan a Monaco se dohodly na podmínkách přestupu Pavloviče během nadcházejícího zimního přestupového okna. Pavlović zůstal v Partizanu na hostování do června 2020.
Pavlovićův debut za Monaco přišel 20. prosince 2020, když nastoupil jako náhradník při vítězství 1:0 nad Dijonem. Dne 21. ledna 2021 odešel do Cercle Bruggy na hostování do konce sezóny, protože byl pátým vybraným středním obráncem v týmu Nika Kovače.
Po 11 zápasech za Monaco ve všech soutěžích v první polovině sezóny 2021/22 byl Pavlović 16. února 2022 poslán na hostování do švýcarského Basileje, kde zůstal do konce sezóny. Pavlović se připojil k prvnímu týmu Basileje pro sezónu 2021/22 pod hlavním trenérem Patrickem Rahmenem. Svůj domácí ligový debut za klub odehrál 19. února 2022 v domácím zápase v St. Jakob-Parku, když Basilej vyhrála 3:0 nad Lausanne-Sport. Během krátkého hostování v klubu odehrál Pavlović za Basilej celkem 11 zápasů, ve kterých nevstřelil gól (10 z těchto zápasů bylo v Nationallize A a 1 byl přátelský).

### Reprezentační
Pavlović reprezentoval Srbsko na úrovni U-17 a U-19. V národním týmu do 21 let debutoval 6. září 2019, když odehrál celých 90 minut při prohře 1:0 proti Rusku v kvalifikaci na Mistrovství Evropy do 21 let 2021.
V seniorském týmu debutoval 3. září 2020, kdy nastoupil v zápase Ligy národů UEFA 2020/21 proti Rusku.
V listopadu 2022 byl vybrán do srbského týmu pro Mistrovství světa ve fotbale 2022 v Kataru. Hrál ve všech třech zápasech skupinové fáze, proti Brazílii, Kamerunu a Švýcarsku. Vstřelil hlavičkový gól v zápase proti Kamerunu, také díky asistenci od Dušana Tadiće. Srbsko skončilo čtvrté ve skupině.

## Statistika

### Klubová
| Sezóna             | Klub               | Liga               | Liga   | Liga | Domácí poháry | Domácí poháry | Domácí poháry | Kontinentální poháry | Kontinentální poháry | Kontinentální poháry | Celkem | Celkem |
| Sezóna             | Klub               | Soutěž             | Zápasy | Góly | Soutěž        | Zápasy        | Góly          | Soutěž               | Zápasy               | Góly                 | Zápasy | Góly   |
| ------------------ | ------------------ | ------------------ | ------ | ---- | ------------- | ------------- | ------------- | -------------------- | -------------------- | -------------------- | ------ | ------ |
| 2018/19            | Partizan           | SuperLiga          | 11     | 0    | SP            | 4             | 0             | EL                   | 0                    | 0                    | 15     | 0      |
| 2019/20            | Partizan           | SuperLiga          | 26     | 1    | SP            | 4             | 1             | EL                   | 12                   | 0                    | 42     | 2      |
| Celkem za Partizan | Celkem za Partizan | Celkem za Partizan | 37     | 1    | -             | 8             | 1             | -                    | 12                   | 0                    | 57     | 2      |
| 2020/21            | Monako             | Ligue 1            | 1      | 0    | FP            | 0             | 0             | -                    | 0                    | 0                    | 1      | 0      |
| 2021               | Cercle Brugge      | Pro League         | 11     | 1    | BP            | 1             | 0             | -                    | 0                    | 0                    | 12     | 1      |
| 2021/22            | Monako             | Ligue 1            | 7      | 0    | FP            | 1             | 0             | EL                   | 3                    | 0                    | 11     | 0      |
| Celkem za Monako   | Celkem za Monako   | Celkem za Monako   | 8      | 0    | -             | 1             | 0             | -                    | 3                    | 0                    | 12     | 0      |
| 2022               | Basilej            | Super League       | 10     | 0    | -             | 0             | 0             | -                    | 0                    | 0                    | 10     | 0      |
| 2022/23            | Salcburk           | Bundesliga         | 24     | 1    | RP            | 3             | 1             | LM+EL                | 6+1                  | 0                    | 34     | 2      |
| 2023/24            | Salcburk           | Bundesliga         | 25     | 2    | RP            | 5             | 1             | LM                   | 6                    | 0                    | 36     | 3      |
| Celkem za Salcburk | Celkem za Salcburk | Celkem za Salcburk | 49     | 3    | -             | 8             | 2             | -                    | 13                   | 0                    | 70     | 5      |
| 2024/25            | Milán              | Serie A            | 19     | 2    | IP+IS         | 3+0           | 0             | LM                   | 7                    | 0                    | 29     | 2      |
| Celkově            | Celkově            | Celkově            | 121    | 5    | -             | 19            | 3             | -                    | 35                   | 0                    | 175    | 9      |

### Reprezentační

#### Statistika na velkých turnajích
| Reprezentace | Rok     | Zápasy               | Zápasy  | Zápasy    | Zápasy           | Zápasy           | Zápasy   |
| Reprezentace | Rok     | Fáze turnaje         | Datum   | Soupeř    | Odehraných minut | Vstřelené branky | Výsledek |
| ------------ | ------- | -------------------- | ------- | --------- | ---------------- | ---------------- | -------- |
| Srbsko       | MS 2022 | 1 zápas ve skupině G | 24. 11. | Brazílie  | 90               | 0                | 0:2      |
| Srbsko       | MS 2022 | 3 zápas ve skupině G | 28. 11. | Kamerun   | 56               | 1                | 3:3      |
| Srbsko       | MS 2022 | 3 zápas ve skupině G | 2. 12.  | Švýcarsko | 90               | 0                | 2:3      |
| Srbsko       | ME 2024 | 1 zápas ve skupině C | 16. 6.  | Anglie    | 90               | 0                | 0:1      |
| Srbsko       | ME 2024 | 3 zápas ve skupině C | 20. 6.  | Slovinsko | 90               | 0                | 1:1      |
| Srbsko       | ME 2024 | 3 zápas ve skupině C | 25. 6.  | Dánsko    | 90               | 0                | 0:0      |

#### Reprezentační branky
| Gól | Datum        | Stadion                               | Soupeř   | Skóre | Výsledek | Soutěž                 |
| --- | ------------ | ------------------------------------- | -------- | ----- | -------- | ---------------------- |
| 010 | 7. 6. 2021   | Miki Athletic Stadium, Miki, Japonsko | Jamajka  | 1:1   | 1:1      | Přátelské utkání       |
| 02  | 28. 11. 2022 | Al Janoub Stadium, Al Wakrah, Katar   | Kamerun  | 1:1   | 3:3      | MS 2022                |
| 03  | 14. 10. 2023 | Puskás Aréna, Budapešť, Maďarsko      | Maďarsko | 1:1   | 2:1      | Kvalifikace na ME 2024 |
| 04  | 4. 6. 2024   | Ernst-Happel-Stadion, Vídeň, Rakousko | Rakousko | 2:1   | 2:1      | Přátelské utkání       |

## Úspěchy

### Klubové
- vítěz Rakouské ligy (1x)

Salcburk: 2022/23
- vítěz Srbského poháru (1x)

Partizan: 2018/19
- vítěz italského superpoháru (1x)

Milán: 2024

### Reprezentační
- 1× účast na MS (2022)
- 1× účast na ME (2024)